# Mount Crysdale
Mount Crysdale är ett berg i Kanada.   Det ligger i provinsen British Columbia, i den centrala delen av landet, 3 500 km väster om huvudstaden Ottawa. Toppen på Mount Crysdale är 2 417 meter över havet.
Terrängen runt Mount Crysdale är kuperad åt sydväst, men åt nordost är den bergig. Mount Crysdale är den högsta punkten i trakten. Trakten runt Mount Crysdale är nära nog obefolkad, med mindre än två invånare per kvadratkilometer.. Det finns inga samhällen i närheten.
I omgivningarna runt Mount Crysdale växer i huvudsak barrskog.